# Iodictyum
Iodictyum is een mosdiertjesgeslacht uit de familie van de Phidoloporidae en de orde Cheilostomatida. De wetenschappelijke naam ervan is in 1933 voor het eerst geldig gepubliceerd door Harmer.

## Soorten
- Iodictyum alatum Powell, 1967
- Iodictyum atriarium Hayward, 2004
- Iodictyum axillare (Ortmann, 1890)
- Iodictyum bicuspidatum Gordon & d'Hondt, 1997
- Iodictyum blandum Gordon & d'Hondt, 1997
- Iodictyum caledoniense d'Hondt, 1986
- Iodictyum deliciosum (Buchner, 1924)
- Iodictyum fistula (Powell, 1967)
- Iodictyum flosculum Hayward & Cook, 1983
- Iodictyum gibberosum (Buchner, 1924)
- Iodictyum hesperium Hayward, 2004
- Iodictyum idmoneoides (Harmer, 1934)
- Iodictyum illinguum Gordon & d'Hondt, 1997
- Iodictyum laciniosum Hayward, 2004
- Iodictyum magniavicularis Amui & Kaselowsky, 2006
- Iodictyum mamillatum Hayward & Ryland, 1995
- Iodictyum megapora Guha & Gopikrishna, 2007
- Iodictyum ornithorhynchus Hayward, 2004
- Iodictyum perarmatum Harmer, 1934
- Iodictyum phoeniceum (Busk, 1854)
- Iodictyum polycrenulatum (Okada, 1923)
- Iodictyum praesigne d'Hondt, 1986
- Iodictyum sanguineum (Ortmann, 1890)
- Iodictyum serratum (MacGillivray, 1883)
- Iodictyum shimodai Okada, 1934
- Iodictyum spicatum Harmer, 1934
- Iodictyum trochus Gordon & d'Hondt, 1997
- Iodictyum violaceum Hayward, 2004
- Iodictyum willeyi Harmer, 1934
- Iodictyum yaldwyni Powell, 1967